# La Soirée de Miss Stanhope
Pour plus de détails, voir Fiche technique et Distribution.
La Soirée de Miss Stanhope (Coming Out Party) est une comédie américaine de 1934 réalisée par John G. Blystone et écrite par Jesse L. Lasky, Jr. et Gladys Unger. Le film met en vedette Frances Dee, Gene Raymond, Alison Skipworth, Nigel Bruce, Harry Green et Gilbert Emery. Le film est sorti le 9 mars 1934 par Fox Film Corporation.

## Synopsis
Une jeune femme qui est fiancée à un homme est en réalité amoureuse d'un jeune violoniste, avec lequel elle va entamer une liaison secrète.

## Fiche technique
- Réalisation : John G. Blystone
- Scénario : Becky Gardiner, Gladys Unger, Jesse Lasky Jr.
- Photographie : John F. Seitz
- Montage : Dorothy Spencer
- Direction artistique : William S. Darling
- Costumes : Rita Kaufman
- Producteur : Jesse L. Lasky

## Distribution
- Frances Dee : Joyce 'Joy' Stanhope
- Gene Raymond : Chris Hansen
- Alison Skipworth : Miss Gertrude Vanderdoe
- Nigel Bruce : Troon
- Harry Green : Harry Gold
- Gilbert Emery : Herbert Emerson Stanhope
- Marjorie Gateson : Mrs. Ada Stanhope
- Phillip Trent : Jimmy Wolverton(as Clifford Jones)
- Jessie Ralph : Nora
- Germaine De Neel : Louise
- Paul Porcasi : Manager
- Jean De Briac : le français